# Edmon Colomer
Colomer  Soler est un nom espagnol. Le premier nom de famille, en général paternel, est Colomer ; le second, en général maternel, souvent omis, est Soler.
Pour les articles homonymes, voir Colomer.
Edmon Colomer i Soler, né en 1951 à Barcelone, est un compositeur et chef d'orchestre espagnol.

## Biographie
Il est le fils du musicologue et compositeur catalan  Àngel Colomer i del Romero (1915-2001).
Il étudie au Conservatoire de musique de Barcelone avec Xavier Montsalvatge et Antoni Ros-Marbà.
Il poursuit ses études avec Hans Swarowsky, George Hurst et Sergiu Celibidache.
En tant que compositeur, il reçoit le premier prix lors des Rencontres Internationales de Chant Choral de Tours, le prix Joaquín Rodrigo à Sagonte et le prix Enric Morera à Sant Just Desvern.
Il est responsable de la mise en œuvre de l'Orchestre national des jeunes d'Espagne (JONDE), il dirige l'Orchestre de Cadaqués avec lequel il enregistre le Concerto d'Aranjuez avec Paco de Lucia (1991), l'Orchestre symphonique de Tenerife (1986), l'Orchestre de Picardie (1998), l'Orchestre symphonique de la comarque de Vallès (2002-2005) et l'Orchestre philharmonique de Málaga (1977-1980). Il est également directeur du chœur de Sabadell,,,.